# تصوير مقطعي زلزالي

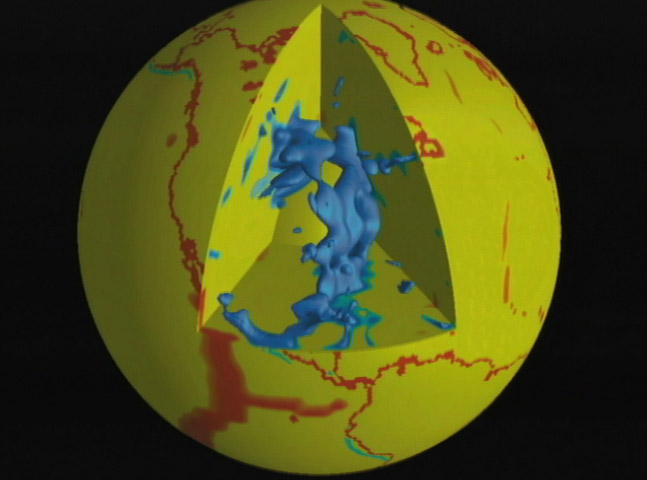
تصوير مقطعي زلزالي من ناسا لصفيحة فارالون تحت شرق أمريكا الشمالية.

التصوير المقطعي الزلزالي (بالإنجليزية: Seismic tomography)‏، هي تقنية تصوير تحت سطح الأرض تعتمد على سرعة الأمواج الزلزالية التي تنتجها الزلازل أو الانفجارات من خلال الصخور، ليتم في النهاية وضع خارطة ثُلاثية الأبعاد لمعرفة التموضعات الجيولوجية تحت سطح الأرض في المنطقة المدروسة.
يمكن استخدام موجات P وS لنماذج التصوير المقطعي بدرجات مختلفة استنادًا إلى الطول الموجي الزلزالي ومسافة مصدر الموجة وتغطية مصفوفة القياس الزلزالي. وتستخدم البيانات الواردة في مقاييس الزلازل في حل المشكلة العكسية، حيث يتم تحديد مواقع الانعكاس والانكسار لمسارات الموجة.
التصوير المقطعي الزلزالي له عدة تطبيقات في التنقيب والجيوفيزياء العالمية. ويمكن يستخدم أيضا التصوير المقطعي الزلزالي لتعيين خزانات المياه الجوفية وتحديد مصدر النقاط الساخنة، وأنماط نموذج الحراري في الوشاح.